# Benedict Lust
Benedict Lust ( * 3 de febrero de 1872, Michelbach, Alemania - 5 de septiembre de 1945), inspirado por Kneipp y Kuhne, desarrolló, en Estados Unidos, una metodología terapéutica que integra los conocimientos de muchos naturópatas más. Es uno de los fundadores de la medicina naturopática en la primera década del siglo XX.
Uno de los aspectos de su filosofía es una escuela terapéutica que opere a través del poder de las fuerzas de la naturaleza: agua, aire, sol, tierra, hierbas, electricidad, magnetismo. Aunado a ejercicio físico, descanso y dieta, incluyendo también masaje, osteopatía, quiropractica, higiene mental y moral. 
Como muchos otros naturópatas, estaba en contra de la medicina ortodoxa y de los pseudonaturópatas, quienes, según Lust, solo empeoraban más el estado de los enfermos, en lugar de sanarlos de verdad. Subrayaba, como sus colegas, la importancia del ayuno terapéutico, y de la dieta a base exclusivamente de líquidos en caso de fiebres. 
Fue el fundador de la escuela estadounidense de naturopatia en 1901 (The American School of Naturopathy Archivado el 22 de abril de 2017 en Wayback Machine.) y contribuyó a la difusión del yoga, resultando en uno de los primeros signos de interés hacia el Oriente (Yogananda Mastamini). Su esposa, Louisa, se especializa en ginecología naturopática y en comidas naturales; escribió el libro: Lust Vegetarian Cook Book.
Nada fue fácil, y fue detenido al menos 19 veces por la policía del Estado de Nueva York o la Federal.

## Benedict Lust, padre de la naturopatía

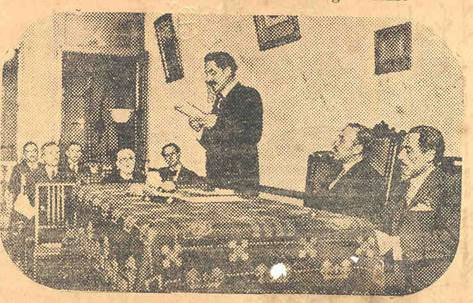
Prof. Dr. Juan Esteve Dulin en la fundación de la Sociedad Naturista Brasileira 1923

Muchos consideran a Benedict Lust como el padre de la naturopatia actual. Asimismo su escuela dio lugar a la formación del considerado como primer naturópata español el pontevedrés José Castro Blanco. Otros alumnos destacados del Dr. Bennedict Lust fueron el Dr. John Harvey Kellogg y el Dr. Herbert M. Shelton quienes ejercieron en EE. UU. con gran éxito y trayectoria, y también el Dr. Juan Esteve Dulin el único doctorado para América Latina, fundador en 1919 de la Asociación Naturista Argentina y en 1923 la Sociedad Naturista Brasileira, quien también difundiera el Naturismo en Uruguay,  y España.